# Renningen
La ville de Renningen se situe à l'ouest de Stuttgart, entre Leonberg et Weil der Stadt.

## Communes voisines
Magstadt, Weil der Stadt, Leonberg, Rutesheim, Heimsheim

## Aire de la ville
Renningen est constitué de la réunion de Renningen et de Malmsheim.

## Histoire

### Malmsheim
Malmsheim est mentionné dans des documents de 1075, comme étant la propriété du monastère Weissenberg, connu alors sous le nom de Mahalbodesheim. Durant la réorganisation de 1972, la commune perd son indépendance et est intégrée à Renningen. Au 31 décembre 2004, Malmsheim comptait 6054 habitants.

## Jumelages
- Mennecy (France) depuis 1982
- Saalburg (Allemagne)

🇮🇹Occobello italie

## Transport
- L'aéroport le plus proche est à 22 km (Stuttgart), bien qu'il y ait à Malmsheim une base aérienne de l'armée.
- La Schwarzwaldbahn (littéralement, la voie de la Forêt Noire) est une ligne ferroviaire qui passe par les gares de Renningen et de Malmsheim. Le S-Bahn Stuttgart (équivalent du RER) a sa ligne S6 qui s'arrête à Renningen, Malmsheim et aux villes voisines Weil der Stadt et Leonberg.